# モアブ

モアブ（モアブ語：𐤌𐤀𐤁）は、古代イスラエルの東に隣接した地域の古代の地名であり、死海の東岸、アルノン川（現ヨルダン・ハシミテ王国のワディ・アル・ムジブ）以南からゼレド川以北（現ヨルダンのワディ・アル・ハサ）の高原地帯に広がる地域を指す。この地域は、現在のヨルダン・ハシミテ王国のカラク高原地域（カラク県）にほぼ等しい。
なおモアブと呼ばれた地域は、中世イスラム期にはマアブ（Maāb）と呼ばれていたことが、9世紀のアラブ人地理学者ヤアクービーの記述から分かる。
旧約聖書によれば、ロトとロトの長女との間に生まれた息子モアブ（מואב ヘブライ語で「父によって」の意）に由来し、その子孫がモアブ人となってエミム人を打ち払ってその地域に定住したとされている。

## 考古学による検証
モアブ人の存在は多数の考古学調査の結果によって証明されている。モアブ人は鉄器時代にはカラク地域に王国を築いており、同地域がイスラム教の影響下に置かれる前には「モアブ」と呼ばれていたことも突き止められている。カラク高原地域に存在するBalu'a等の鉄器時代の集落遺跡が、モアブ王国の集落であったと考えられている。また、ヨルダン川東岸の地域、つまりアルノン川より北の地域のうちヨルダン川を西の境界としヤボク川を東の境界とする地域については、「モアブの野」「モアブの平野」などと表現される。この地域はかつてアンモン人の支配下にあり、後にアモリ人の支配下に移ったとされる。
モアブ人の実在を証明する最大の証拠は、メシャ王の時代に作成されたとされるメシャ碑文で、紀元前850年の「イスラエルの王オムリ」に対するモアブ人の勝利が記され、モアブの主神ケモシュが称えられている。メシャ碑文に加えて、1958年にはヨルダン南部の都市カラクでモアブ文字で書かれた碑文の断片が発見されている（カラク碑文）。この碑文にもモアブの主神ケモシュの神殿に関する言及がある。カラクは聖書のキル・ヘレス（Kir Heres）であるとされるが、ここがモアブの首府であったとする説もある。カラク碑文は現在、カラク考古博物館（カラク城内）に展示されている。

## 聖書のモアブ人
聖書ではモアブ人に対する拒絶的な記述が目立つが、元々は敵対関係ではなく仲間だったような記述もあり、『創世記』までさかのぼらなくても『申命記』の第2章9節で「モアブと戦うな、あそこは彼らの取り分だから。」という趣旨のお告げが出てくる。
モアブ人と仲が悪くなった理由の説明は『民数記』第21-22章でイスラエル人が荒野のカデシュからカナンに向かう際に、かつてモアブ人を破ったアモリ人達と抗争になりこれを撃破した後、これが原因で当時のモアブ人の王バラクはイスラエル人の数と強さを恐れイスラエル人を呪わせるためにバラムを雇ったこと（後述の『申命記』第23章に明記）、その後バラムの策略によってイスラエルの民がモアブの女やモアブと同盟関係のあったミディアンの女に誘惑されてペオルのバアルをあがめさせられたことが原因としている。
いずれにせよ理由はともかく士師時代の頃はよく戦う仲になっており『士師記』3章にはイスラエルがモアブの王エグロンに征服されて士師エフド（エホデ）によってこの支配から解放された話や、『サムエル記（上）』14章でイスラエル王のサウルがモアブと戦った話が出てくる。
戦以外では『申命記』第23章4-7節では「モアブ人とアンモン人は主の会衆に加わってはならず、（帰化して）10代たった子孫も参加を認めない。」「彼らのために平安も幸福も願ってはならない。」という説明があるが、この掟はかなり後まで意識されなかったらしく、ユダの王でもモアブやアンモン系の母を持つと明記されている者がいる他、『ネヘミア記』第13章1節で「人々にモーゼの書（後述の内容的に『申命記』と思われる）を朗読していたら『モアブ人やアンモン人が神の民の一員となってはいけない』と書いてあったのが発見された」と、それまで祭司たちさえもこの記述をよく知らなかったような解説がされている。
もっとも、建前上はともかく『ルツ記』で飢饉のためユダからモアブに移住しかなり長い間住み着いていたナオミと、彼女の息子の嫁でモアブからイスラエルに帰化したルツの話があったり、『サムエル記』第22章にこのルツの子孫にあたるダビデが当時のイスラエル王のサウルに追われた際、モアブの王の許可を得て両親をモアブに亡命させる話があるので平時であれば両者は交流があった。
（戦時の場合はお互い容赦はなく、前述のダビデも内戦を制してイスラエルの王になった後、理由は定かではないがモアブと戦いになり、この戦いでモアブは敗れて「モアブ人はダビデの奴隷になった」としている。）
ダビデの次のソロモン王の時代の頃には、宮廷に多数いたソロモンの妻や側女の中にモアブの女性もいたという記述や、ソロモンが彼女たちに影響されてアンモン人が崇めていたモロクとともにモアブ人が崇めていたケモシュ（ケモシ）のために高台を作ってやったという説明が『列王記（上）』第11章にあり、モアブなど周辺国の影響がイスラエルに広がっていたが、これを嫌った預言者やソロモンの重税や苦役に不満を持った人々によってソロモンの死後反乱が起きて北部の部族が支配層のユダ族から独立し、その後イスラエルの名を引き継いだ北王国では何度かクーデターが起きて王が暗殺されることが繰り返されたが、最終的にユダ王アサの在位31年目にオムリが内戦を制してイスラエルの王になり、『メシャ碑文』によるとこの後、モアブ人たちがケモシュを怒らせてしまい、その罰としてオムリによってモアブ地方が征服されたとしている。
『列王記（下）』の話はオムリによる支配からだいぶたった後、アハブ死亡の混乱中にモアブのイスラエルへの反乱から話が始まり、第3章でモアブ側の勝利に終わったことが述べられ、これは『メシャ碑文』からも裏付けがとられている（詳しくはメシャ#モアブ独立闘争を参照）。
その後メシャがどうなったのかについてははっきりしていないが、『列王記（下）』第10章でイスラエル王イエフの話の最後に「アラム王ハザエルがヨルダン川以東、アロエルまでのイスラエル領を奪い取った」という旨の説明があるので、モアブ北部はイエフの時代に再度制圧された（そしてハザエルにさらに制圧された）可能性が高く、少なくとも「ハマテの入り口からアラバの海（＝死海）まで領土を取り戻した」とあるヤロブアム2世の頃にはイスラエルに再度制圧されたらしい。
イエフ王朝滅亡後のモアブ地方は周辺諸国同様強大化していたアッシリアに従属して、貢物を差し出していた。アッシリア滅亡後はそこを滅ぼしたバビロニアに従い、ネブカデネザル王に反旗を翻したユダ王国に対し、カルデア（バビロニア）人を筆頭とする軍団にシリア（旧アラム）人やアンモン人とともに参加している話が出てくる。。
『列王記』や『歴代誌』ではモアブ王国の最後がいつかはっきりしない（『エレミヤ記』9章25節などに滅びの預言などはある）が、ヨセフスの『ユダヤ古代誌』第X巻9章7節では「エルサレム陥落後の5年後、ネブカドネザルの治世第23年目」に「ネブカドネザルがコイレ・シリアに進軍しそこを占拠、モアブとアンモンに戦争を仕掛けこの2つの民族を服属させた。」とあるのでこの時に陥落したらしい。
その後、『ネヘミア記』に当たるエピソード（第XI巻）でネヘミア記と同様にモアブ人の名前がわずかに出てくるが、第XIII巻13・14章などによると、ハスモン朝時代の話にも「モアブ（モアビティス）」という地名がでてくるが、住民は「アラブ人」と呼ばれている他、ヨハネ・ヒルカノス2世が弟との戦いの際（第14章）にナバテア王国に父の代にユダヤに征服された領土返還の約束で協力を取り付けたという説明で「メダバ・レムバ・オロナイム（ホロナイム）・アガライン・アガラト・ゾアラ（ツォアル）」という13章でモアブ地方と明記されていた町の名前が出てくるので、少なくとも著者のヨセフスはこのころすでにモアブ地方の住民は「アラブ人」という認識をしている。